# Pterodiscus elliottii
Pterodiscus elliottii är en sesamväxtart som beskrevs av John Gilbert Baker och Otto Stapf. Pterodiscus elliottii ingår i släktet Pterodiscus och familjen sesamväxter. Inga underarter finns listade i Catalogue of Life.